# Reprezentacja Polski w skokach narciarskich 2003/2004
Skład reprezentacji Polski w skokach narciarskich na sezon 2003/2004
Ostateczny skład kadry A, B i C został ogłoszony 5 czerwca 2003 roku. Z kadrą A współpracę zakończyli psycholog Jan Blecharz i fizjolog Jerzy Żołądź, a dołączyli biomechanik Piotr Krężałek i fizjoterapeuta Jakub Michalczuk. Trenerem kadry B został Austriak Heinz Kuttin, a jego asystentem Łukasz Kruczek.
W Pucharze Świata startowało 11 polskich skoczków, z których pięciu (Marcin Bachleda, Adam Małysz, Mateusz Rutkowski, Wojciech Skupień, Wojciech Tajner) wywalczyło punkty do klasyfikacji generalnej. Najwyżej sklasyfikowanym zawodnikiem był Adam Małysz, który zajął 12. miejsce, w związku z czym sezon 2003/2004 zaliczał do nieudanych, choć w pierwszych dwóch konkursach na skoczni Rukatunturi w fińskim Ruka zajął 2. miejsce, jednak wyniki w kolejnych konkursach nie były zbyt imponujące. Po nieudanym Turnieju Czterech Skoczni, w którym zajął 15. miejsce, nie wystartował w dwóch następnych konkursach w czeskim Libercu, a Polskę reprezentowała wówczas kadra B prowadzona przez Heinza Kuttina, której najlepszym zawodnikiem był wówczas świetnie zapowiadający się Mateusz Rutkowski, który 11 stycznia 2004 roku podczas drugiego konkursu zajął 30. miejsce, zdobywając tym pierwsze w swojej karierze punkty w Pucharze Świata.
Następne konkursy rozegrane były na Wielkiej Krokwi w Zakopanem, w które okazały się najlepsze w wykonaniu polskich skoczków: w konkursach głównych wystąpiło 10 skoczków, z których pięciu wywalczyło punkty do klasyfikacji generalnej, a najwyższe miejsca zajął Adam Małysz (dwukrotnie drugi). Jednak kolejne konkursy nie były udane dla polskich skoczków (23 stycznia 2004 roku w japońskiej Hakubie Adam Małysz po raz pierwszy od sezonu 1999/2000 nie wywalczył punktu do klasyfikacji generalnej – 33. miejsce). 27 lutego 2004 roku podczas treningu przed konkursami w Park City miał groźny upadek, w wyniku czego na kilkadziesiąt sekund stracił przytomność, jednak ostatecznie skończyło się tylko na otarciach oraz obiciach i został przetransportowany do szpitala. Nie startował już do końca sezonu 2003/2004.
Z kolei największym odkryciem sezonu okazał się Mateusz Rutkowski, który najpierw dwukrotnie punktował w Pucharze Świata (30. miejsce w Libercu, 15. miejsce w Zakopanem), następnie podczas mistrzostw świata juniorów 2004 na skoczni Bjørkelibakken w norweskim Stryn, 5 lutego 2004 roku zdobył wicemistrzostwo świata juniorów w konkursie drużynowym z Dawidem Kowalem, Stefanem Hulą i Kamilem Stochem, a 7 lutego 2004 roku w konkursie indywidualnym zdobył mistrzostwo świata juniorów oraz 22 lutego 2004 roku podczas konkursu drużynowego mistrzostw świata w lotach narciarskich 2004, w swojej pierwsze próbie oddał skok na odległość 201,5 m, dzięki czemu został trzecim Polakiem, który pokonał na nartach odległość 200 metrów.

## Kadra A[3]

### Zawodnicy
- Marcin Bachleda
- Adam Małysz
- Robert Mateja
- Tomasz Pochwała
- Grzegorz Sobczyk
- Tomisław Tajner

### Sztab szkoleniowo-przygotowawczy kadry A[4]
- Apoloniusz Tajner (trener główny)
- Piotr Fijas (asystent trenera głównego)
- Piotr Krężałek (biomechanik)
- Jakub Michalczuk (fizjoterapeuta)

## Kadra B[3]

### Zawodnicy
- Jan Ciapała
- Stefan Hula
- Mateusz Rutkowski
- Wojciech Skupień
- Kamil Stoch
- Krzysztof Styrczula
- Grzegorz Śliwka

### Sztab szkoleniowo-przygotowawczy kadry B[6]
- Heinz Kuttin (trener główny)
- Łukasz Kruczek (asystent trenera głównego)

## Kadra C[3]

### Zawodnicy
- Krystian Długopolski
- Marcin Mąka
- Wojciech Pawlusiak
- Grzegorz Śliwka
- Rafał Śliż
- Stanisław Świder
- Paweł Urbański
- Mateusz Wantulok
- Przemysław Wyrwa

### Sztab szkoleniowo-przygotowawczy kadry C
- Zbigniew Klimowski (trener główny)

## Sezon letni

### Letnie Grand Prix
Miejsca w klasyfikacji generalnej
Źródło:
| Miejsce | Zawodnik         | Punkty |
| ------- | ---------------- | ------ |
| 27.     | Wojciech Skupień | 32     |

Wyniki konkursów indywidualnych
| Zawodnik | Hinterzarten 10.08 | Courchevel 14.08 | Predazzo 29.08 | Innsbruck 31.08 |
| --- | ------------------ | ---------------- | -------------- | --------------- |
| Wojciech Skupień | 37                 | –                | 13             | 19              |
| Legenda |                    |                  |                |                 |
| 1-3 4-30 poniżej 30 dns – Zawodnik zgłoszony nie wystartował w konkursie dsq – Zawodnik zdyskwalifikowany w konkursie – – Zawodnik nie zgłoszony do konkursu q – Zawodnik nie zakwalifikował się |                    |                  |                |                 |

Konkursy drużynowe
| Zawodnik         | Hinterzarten 09.08 |
| ---------------- | ------------------ |
| Polska           | 7                  |
| Wojciech Skupień | +                  |
| Grzegorz Sobczyk | +                  |
| Tomisław Tajner  | +                  |
| Wojciech Tajner  | +                  |

### Letni Puchar Kontynentalny
Miejsca w klasyfikacji generalnej
Źródło:
| Miejsce | Zawodnik         | Punkty |
| ------- | ---------------- | ------ |
| 4.      | Marcin Bachleda  | 331    |
| 15.     | Wojciech Skupień | 157    |
| 23.     | Grzegorz Sobczyk | 90     |
| 29.     | Tomisław Tajner  | 73     |
| 62.     | Wojciech Tajner  | 28     |
| 79.     | Tomasz Pochwała  | 13     |

Wyniki konkursów indywidualnych
| Zawodnik | Velenje 04.07 | Velenje 05.07 | Calgary 19.07 | Calgary 20.07 | Park City 25.07 | Park City 26.07 | Garmisch-Partenkirchen 02.08 | Garmisch-Partenkirchen 03.08 | Trondheim 23.08 | Trondheim 24.08 |
| --- | ------------- | ------------- | ------------- | ------------- | --------------- | --------------- | ---------------------------- | ---------------------------- | --------------- | --------------- |
| Marcin Bachleda | 13            | 10            | 10            | 1             | 16              | 1               | 10                           | 48                           | 36              | 14              |
| Tomasz Pochwała | 46            | 49            | 29            | 27            | 24              | 32              | –                            | –                            | –               | –               |
| Wojciech Skupień | –             | –             | –             | –             | –               | –               | 4                            | 3                            | 8               | 16              |
| Grzegorz Sobczyk | 18            | 38            | 13            | 14            | 22              | 19              | 21                           | 23                           | 39              | 34              |
| Tomisław Tajner | 44            | 31            | 11            | 31            | 9               | 13              | –                            | –                            | –               | –               |
| Wojciech Tajner | –             | –             | –             | –             | –               | –               | 15                           | 29                           | 31              | 21              |
| Legenda |               |               |               |               |                 |                 |                              |                              |                 |                 |
| 1-3 4-30 poniżej 30 dns – Zawodnik zgłoszony nie wystartował w konkursie dsq – Zawodnik zdyskwalifikowany w konkursie – – Zawodnik nie zgłoszony do konkursu q – Zawodnik nie zakwalifikował się |               |               |               |               |                 |                 |                              |                              |                 |                 |

## Sezon zimowy

### Puchar Świata
Miejsca w klasyfikacji generalnej
Źródło:
| Miejsce | Zawodnik            | Punkty |
| ------- | ------------------- | ------ |
| 12.     | Adam Małysz         | 525    |
| 52.     | Marcin Bachleda     | 27     |
| 54.     | Wojciech Skupień    | 24     |
| 58.     | Mateusz Rutkowski   | 17     |
| 66.     | Wojciech Tajner     | 9      |
| –       | Robert Mateja       | 0      |
| –       | Tomasz Pochwała     | 0      |
| –       | Kamil Stoch         | 0      |
| –       | Krzysztof Styrczula | 0      |
| –       | Tomisław Tajner     | 0      |

Wyniki konkursów indywidualnych
| Zawodnik | Ruka 28.11 | Ruka 30.11 | Trondheim 6.12 | Titisee-Neustadt 14.12 | Engelberg 20.12 | Oberstdorf 29.12 | Garmisch-Partenkirchen 1.01 | Innsbruck 4.01 | Bischofshofen 6.01 | Liberec 10.01 | Liberec 11.01 | Zakopane 17.01 | Zakopane 18.01 | Hakuba 23.02 | Sapporo 24.02 | Sapporo 25.02 | Oberstdorf 7.02 | Willingen 14.02 | Park City 28.02 | Lahti 7.03 | Kuopio 10.03 | Lillehammer 12.03 | Oslo 14.03 |
| --- | ---------- | ---------- | -------------- | ---------------------- | --------------- | ---------------- | --------------------------- | -------------- | ------------------ | ------------- | ------------- | -------------- | -------------- | ------------ | ------------- | ------------- | --------------- | --------------- | --------------- | ---------- | ------------ | ----------------- | ---------- |
| Marcin Bachleda | q          | 19         | q              | 25                     | 50              | –                | –                           | 50             | q                  | –             | –             | 24             | 32             | 50           | 29            | q             | q               | –               | 40              | 45         | q            | q                 | q          |
| Krystian Długopolski | –          | –          | –              | –                      | –               | –                | –                           | –              | –                  | –             | –             | 47             | 49             | –            | –             | –             | –               | –               | –               | –          | –            | –                 | –          |
| Adam Małysz | 2          | 2          | 9              | 12                     | 9               | 9                | 19                          | 25             | 20                 | –             | –             | 2              | 2              | 32           | 12            | 11            | 22              | 19              | –               | –          | –            | –                 | –          |
| Robert Mateja | –          | 72         | –              | –                      | –               | –                | –                           | –              | –                  | –             | –             | 44             | 48             | –            | –             | –             | q               | q               | –               | –          | –            | q                 | q          |
| Tomasz Pochwała | q          | –          | q              | q                      | q               | –                | –                           | –              | –                  | –             | –             | –              | –              | –            | –             | –             | –               | –               | –               | –          | –            | –                 | –          |
| Mateusz Rutkowski | –          | –          | –              | –                      | –               | –                | –                           | –              | –                  | 37            | 30            | 37             | 15             | –            | –             | –             | –               | q               | –               | 48         | –            | –                 | –          |
| Wojciech Skupień | –          | –          | –              | –                      | –               | –                | –                           | –              | –                  | 40            | 23            | 27             | 43             | 39           | 23            | 48            | –               | 27              | 38              | 37         | q            | 45                | q          |
| Kamil Stoch | –          | –          | –              | –                      | –               | –                | –                           | –              | –                  | –             | –             | 49             | –              | –            | –             | –             | –               | –               | –               | –          | –            | –                 | –          |
| Krzysztof Styrczula | –          | –          | –              | –                      | –               | –                | –                           | –              | –                  | –             | –             | –              | 50             | –            | –             | –             | –               | –               | –               | –          | –            | –                 | –          |
| Tomisław Tajner | 42         | 60         | q              | 36                     | 38              | q                | q                           | –              | –                  | –             | –             | 32             | 41             | –            | –             | –             | –               | –               | –               | –          | –            | –                 | –          |
| Wojciech Tajner | –          | –          | –              | –                      | –               | 36               | q                           | q              | q                  | 24            | 37            | 29             | 38             | –            | –             | –             | –               | –               | –               | –          | –            | –                 | –          |
| Legenda |            |            |                |                        |                 |                  |                             |                |                    |               |               |                |                |              |               |               |                 |                 |                 |            |              |                   |            |
| 1-3 4-30 poniżej 30 dns – Zawodnik zgłoszony nie wystartował w konkursie dsq – Zawodnik zdyskwalifikowany w konkursie – – Zawodnik nie zgłoszony do konkursu q – Zawodnik nie zakwalifikował się |            |            |                |                        |                 |                  |                             |                |                    |               |               |                |                |              |               |               |                 |                 |                 |            |              |                   |            |

Konkursy drużynowe
| Zawodnik          | Willingen 15.02 | Lahti 06.03 |
| ----------------- | --------------- | ----------- |
| Polska            | 7               | –           |
| Adam Małysz       | +               | –           |
| Robert Mateja     | +               | –           |
| Mateusz Rutkowski | +               | –           |
| Wojciech Skupień  | +               | –           |

### Puchar Kontynentalny
Miejsca w klasyfikacji generalnej Pucharu Świata
Źródło:
| Miejsce | Zawodnik             | Punkty |
| ------- | -------------------- | ------ |
| 26.     | Mateusz Rutkowski    | 207    |
| 38.     | Krystian Długopolski | 159    |
| 45.     | Wojciech Skupień     | 127    |
| 45.     | Robert Mateja        | 127    |
| 55.     | Wojciech Tajner      | 100    |
| 65.     | Tomisław Tajner      | 72     |
| 101.    | Tomasz Pochwała      | 20     |
| 109.    | Kamil Stoch          | 11     |
| 116.    | Rafał Śliż           | 7      |
| –       | Stefan Hula          | 0      |
| –       | Marek Michniak       | 0      |
| –       | Grzegorz Sobczyk     | 0      |
| –       | Krzysztof Styrczula  | 0      |
| –       | Grzegorz Śliwka      | 0      |
| –       | Sebastian Toczek     | 0      |
| –       | Wojciech Topór       | 0      |
| –       | Paweł Urbański       | 0      |
| –       | Mateusz Wantulok     | 0      |

Wyniki konkursów indywidualnych
| Zawodnik | Lillehammer 13.12 | Lillehammer 14.12 | St. Moritz 26.12 | Engelberg 27.12 | Seefeld 01.01 | Planica 03.01 | Planica 04.01 | Sapporo 09.01 | Sapporo 10.01 | Sapporo 11.01 | Bischofshofen 17.01 | Bischofshofen 18.01 | Braunlage 24.01 | Braunlage 25.01 | Brotterode 31.01 | Brotterode 01.02 | Zakopane 08.02 | Westby 14.02 | Westby 15.02 | Iron Mountain 22.02 | Iron Mountain 23.02 | Kuopio 28.02 | Kuopio 29.02 | Vikersund 06.03 | Vikersund 07.03 |
| --- | ----------------- | ----------------- | ---------------- | --------------- | ------------- | ------------- | ------------- | ------------- | ------------- | ------------- | ------------------- | ------------------- | --------------- | --------------- | ---------------- | ---------------- | -------------- | ------------ | ------------ | ------------------- | ------------------- | ------------ | ------------ | --------------- | --------------- |
| Krystian Długopolski | 24                | 28                | –                | 12              | 22            | 11            | 15            | 19            | 19            | 35            | –                   | –                   | dns             | 31              | –                | –                | 29             | 23           | 19           | 22                  | 27                  | 54           | 31           | 22              | 21              |
| Stefan Hula | –                 | –                 | –                | –               | –             | –             | –             | –             | –             | –             | –                   | –                   | –               | –               | –                | –                | –              | –            | –            | –                   | –                   | –            | 64           | –               | –               |
| Robert Mateja | –                 | –                 | –                | –               | –             | –             | –             | 16            | 21            | 21            | –                   | –                   | 19              | 6               | –                | –                | –              | –            | –            | –                   | –                   | –            | –            | 20              | 9               |
| Marek Michniak | –                 | –                 | –                | –               | –             | –             | –             | –             | –             | –             | –                   | –                   | –               | –               | –                | –                | 58             | –            | –            | –                   | –                   | –            | –            | –               | –               |
| Tomasz Pochwała | –                 | –                 | –                | –               | –             | –             | –             | 22            | 38            |               | 56                  | 28                  | –               | –               | –                | –                | 23             | –            | –            | –                   | –                   | –            | –            | –               | –               |
| Mateusz Rutkowski | 22                | 21                | –                | 41              | 12            | 1             | 3             | –             | –             | –             | –                   | –                   | –               | –               | –                | –                | –              | –            | –            | –                   | –                   | 25           | 55           | –               | –               |
| Wojciech Skupień | 21                | 18                | –                | 38              | 47            | 11            | 6             | –             | –             | –             | –                   | –                   | –               | –               | –                | –                | 6              | –            | –            | –                   | –                   | –            | –            | –               | –               |
| Grzegorz Sobczyk | –                 | –                 | –                | –               | –             | –             | –             | –             | –             | –             | 70                  | 55                  | –               | –               | –                | –                | 36             | 40           | 46           | 56                  | –                   | –            | –            | –               | –               |
| Kamil Stoch | –                 | –                 | –                | 47              | 69            | 20            | –             | –             | –             | –             | –                   | –                   | –               | –               | –                | –                | –              | –            | –            | –                   | –                   | 42           | –            | –               | –               |
| Krzysztof Styrczula | –                 | –                 | –                | –               | –             | –             | 61            | –             | –             | –             | –                   | –                   | –               | –               | –                | –                | –              | –            | –            | –                   | –                   | –            | –            | –               | –               |
| Grzegorz Śliwka | –                 | –                 | –                | –               | –             | –             | –             | –             | –             | –             | 65                  | 45                  | –               | –               | –                | –                | 39             | –            | –            | –                   | –                   | –            | –            | –               | –               |
| Rafał Śliż | –                 | –                 | –                | –               | –             | –             | –             | –             | –             | –             | 58                  | 24                  | –               | –               | –                | –                | 43             | –            | –            | –                   | –                   | –            | –            | –               | –               |
| Tomisław Tajner | –                 | –                 | –                | –               | –             | –             | –             | 14            | 39            | 8             | –                   | –                   | 41              | 45              | –                | –                | 15             | 30           | 27           | 39                  | 47                  | –            | –            | 30              | 40              |
| Wojciech Tajner | 12                | 15                | –                | –               | –             | –             | –             | –             | –             | –             | –                   | –                   | 25              | 26              | –                | –                | 18             | 19           | 14           | 23                  | 36                  | 51           | 50           | –               | –               |
| Sebastian Toczek | –                 | –                 | –                | –               | –             | –             | –             | –             | –             | –             | –                   | –                   | –               | –               | –                | –                | 64             | –            | –            | –                   | –                   | –            | –            | –               | –               |
| Wojciech Topór | –                 | –                 | –                | –               | –             | –             | –             | –             | –             | –             | –                   | –                   | –               | –               | –                | –                | 57             | –            | –            | –                   | –                   | –            | –            | –               | –               |
| Paweł Urbański | –                 | –                 | –                | –               | –             | –             | –             | –             | –             | –             | –                   | –                   | –               | –               | –                | –                | 75             | –            | –            | –                   | –                   | –            | –            | –               | –               |
| Mateusz Wantulok | –                 | –                 | –                | –               | –             | –             | –             | –             | –             | –             | –                   | –                   | –               | –               | –                | –                | 54             | –            | –            | –                   | –                   | –            | –            | –               | –               |
| Legenda |                   |                   |                  |                 |               |               |               |               |               |               |                     |                     |                 |                 |                  |                  |                |              |              |                     |                     |              |              |                 |                 |
| 1-3 4-30 poniżej 30 dns – Zawodnik zgłoszony nie wystartował w konkursie dsq – Zawodnik zdyskwalifikowany w konkursie – – Zawodnik nie zgłoszony do konkursu q – Zawodnik nie zakwalifikował się |                   |                   |                  |                 |               |               |               |               |               |               |                     |                     |                 |                 |                  |                  |                |              |              |                     |                     |              |              |                 |                 |

### Turniej Czterech Skoczni
Miejsca w klasyfikacji generalnej Pucharu Świata
Źródło:
| Miejsce | Zawodnik        | Punkty |
| ------- | --------------- | ------ |
| 15.     | Adam Małysz     | 908,6  |
| 61.     | Wojciech Tajner | 101,2  |
| 63.     | Marcin Bachleda | 91,4   |

Wyniki konkursów indywidualnych
| Zawodnik | Oberstdorf 29.12 | Garmisch-Partenkirchen 1.01 | Innsbruck 4.01 | Bischofshofen 6.01 |
| --- | ---------------- | --------------------------- | -------------- | ------------------ |
| Marcin Bachleda | –                | –                           | 50             | q                  |
| Adam Małysz | 9                | 19                          | 25             | 20                 |
| Tomisław Tajner | q                | q                           | –              | –                  |
| Wojciech Tajner | 36               | q                           | q              | q                  |
| Legenda |                  |                             |                |                    |
| 1-3 4-30 poniżej 30 dns – Zawodnik zgłoszony nie wystartował w konkursie dsq – Zawodnik zdyskwalifikowany w konkursie – – Zawodnik nie zgłoszony do konkursu q – Zawodnik nie zakwalifikował się |                  |                             |                |                    |

### Mistrzostwa Świata w Lotach Narciarskich 2004
| Miejsce | Dzień             | Miejscowość | Skocznia  | Punkt K | HS | Uczestnik         | Skok 1                | Skok 2                | Skok 3                | Skok 4                | Nota        | Strata     | Zwycięzca      |
| ------- | ----------------- | ----------- | --------- | ------- | -- | ----------------- | --------------------- | --------------------- | --------------------- | --------------------- | ----------- | ---------- | -------------- |
| 11.     | 20–21 lutego 2004 | Planica     | Velikanka | K-185   | –  | Adam Małysz       | 187,5 m               | 215,5 m               | 203,5 m               | 196,5 m               | 777,1 pkt.  | 55,0 pkt.  | Roar Ljøkelsøy |
| 28.     | 20–21 lutego 2004 | Planica     | Velikanka | K-185   | –  | Mateusz Rutkowski | 151,5 m               | 176,0 m               | 175,5 m               | 95,0 m                | 501,6 pkt.  | 330,5 pkt. | Roar Ljøkelsøy |
| 43.     | 20–21 lutego 2004 | Planica     | Velikanka | K-185   | –  | Wojciech Skupień  | 117,0 m               | –                     | –                     | –                     | 77,9 pkt.   | 754,2 pkt. | Roar Ljøkelsøy |
| 52.     | 20–21 lutego 2004 | Planica     | Velikanka | K-185   | –  | Robert Mateja     | 85,0 m                | –                     | –                     | –                     | 39,0 pkt.   | 893,1 pkt. | Roar Ljøkelsøy |
| 8.      | 22 lutego 2004    | Planica     | Velikanka | K-185   | –  | Polska            | 207,5 m (Adam Małysz) | 207,5 m (Adam Małysz) | 207,5 m (Adam Małysz) | 207,5 m (Adam Małysz) | 1386,8 pkt. | 325,0 pkt. | Norwegia       |

### Mistrzostwa świata juniorów 2004
| Miejsce | Dzień         | Miejscowość | Skocznia       | Punkt K | HS | Uczestnik         | Skok 1                     | Skok 2                     | Nota       | Strata    | Zwycięzca         |
| ------- | ------------- | ----------- | -------------- | ------- | -- | ----------------- | -------------------------- | -------------------------- | ---------- | --------- | ----------------- |
| 2.      | 5 lutego 2004 | Stryn       | Bjørkelibakken | K-90    | –  | Polska            | 97,0 m (Mateusz Rutkowski) | 97,0 m (Mateusz Rutkowski) | 904,5 pkt. | 50,5 pkt. | Austria           |
| 1.      | 7 lutego 2004 | Stryn       | Bjørkelibakken | K-90    | –  | Mateusz Rutkowski | 104,5 m                    | 95,5 m                     | 273,5 pkt. | –         | –                 |
| 13.     | 7 lutego 2004 | Stryn       | Bjørkelibakken | K-90    | –  | Stefan Hula       | 88,0 m                     | 89,5 m                     | 223,5 pkt. | 50,0 pkt. | Mateusz Rutkowski |
| 16.     | 7 lutego 2004 | Stryn       | Bjørkelibakken | K-90    | –  | Kamil Stoch       | 89,0 m                     | 87,5 m                     | 219,5 pkt. | 54,0 pkt. | Mateusz Rutkowski |
| 25.     | 7 lutego 2004 | Stryn       | Bjørkelibakken | K-90    | –  | Dawid Kowal       | 87,0 m                     | 86,0 m                     | 211,5 pkt. | 62,0 pkt. | Mateusz Rutkowski |